# Amphibien Timors

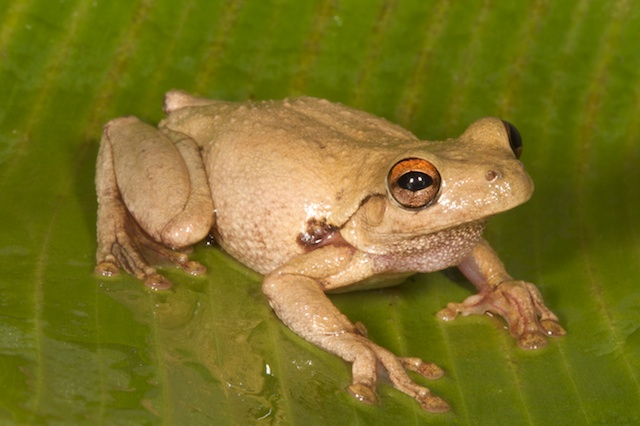
Ein junger Everett-Laubfrosch aus Ermera (Osttimor)

Diese Liste führt die Amphibien Timors auf, der größten der Kleinen Sundainseln in Südostasien. Die Insel teilt sich in das indonesische Westtimor und den Staat Osttimor, zu dem auch die in Westtimor liegende Exklave Oe-Cusse Ambeno gehört.
Von Timor sind als Amphibien nur Froschlurche bekannt. Am weitesten verbreitet sind die aus Südostasien in den letzten Jahren eingewanderte Schwarznarbenkröte (Bufo melanostictus), die zu den Echten Fröschen gehörenden Vertreter der Gattung Reisfrösche (Fejervarya) und von den Ruderfröschen der Weißbart-Ruderfrosch. Dabei sind die drei entdeckten Fejervarya-Varianten bisher nicht beschriebene Arten, die Fejervarya verruculosa von der Insel Wetar ähneln. Frühere Berichte von Fejervarya verruculosa, Fejervarya cancrivora oder Fejervarya limnocharis auf Timor werden daher von den Autoren des Forschungsberichts als fehlerhafte Identifizierungen betrachtet. Außerdem konnte man den zu den Australischen Laubfröschen gehörenden Everett-Laubfrosch und als einzige einheimische Art seiner Gattung den Timorfrosch (Limnonectes timorensis) nachweisen. Die Rote Liste gefährdeter Arten, die vermutlich auf älteren Forschungen in Westtimor fußt, berichtet außerdem vom Neuguinea-Riesenlaubfrosch (Nyctimystes infrafrenatus), dem Roten Laubfrosch (Familie Hylidae) und Rana elberti.
2008 und 2009 gab es Meldungen, dass die Aga-Kröte (Bufo marinus) aus Australien nach Osttimor eingeschleppt worden sei. Diese von der Bevölkerung als INTERFET-Frosch (Manduku Interfet) bezeichneten Exemplare wurden aber bisher als Schwarznarbenkröten identifiziert.
Verglichen mit anderen, größeren Inseln des Malaiischen Archipels ist die Amphibienfauna von Timor damit relativ artenarm. Zoogeographisch ist die geringe Vielfalt an Amphibien wohl über die relativ abseitige Lage Timors innerhalb des Malaiischen Archipels zu deuten – die Besiedlung dieses Raumes erfolgte über die Landbrücke der Malaiischen Halbinsel, von der Timor besonders weit entfernt liegt.
Auf der zu Osttimor gehörenden Insel Atauro konnte man bisher keine Amphibien nachweisen.
| Amphibien auf Timor                               | Amphibien auf Timor                                              | Amphibien auf Timor                            | Amphibien auf Timor                         | Amphibien auf Timor |
| ------------------------------------------------- | ---------------------------------------------------------------- | ---------------------------------------------- | ------------------------------------------- | --- |
| Bild                                              | Deutscher Name                                                   | Wissenschaftlicher Name                        | Name auf Tetum                              | Information |
| Beschreibung siehe rechts                         | Drei bisher nicht beschriebene Arten der Gattung der Reisfrösche | Fejervarya sp.                                 | Manduku natar (Reisfeldfrosch)              | Bisher fehlerhaft als Fejervarya cancrivora, Fejervarya verruculosa oder Fejervarya limnocharis identifiziert. Bildbeschreibung: A Fejervarya sp. 1 aus Baucau (SVL 58 mm), B Fejervarya sp. 2 aus Viqueque (SVL 46 mm), C Fejervarya sp. 3 aus Viqueque (SVL 38 mm), D Alle drei Arten, die in Osttimor leben variieren in den Grüntönen am Rücken und an der Seite. Dieses Exemplar (SVL 56 mm) aus Viqueque hat die extremste Grünfärbung der 2009 gefundenen Tiere, sowohl in puncto Ausstrahlung wie auch in gefärbter Fläche. Reisfrösche finden sich in allen Gemeinden Osttimors, außer in Ainaro. |
|                                                   | Timor-Ochsenfrosch                                               | Kaloula sp.                                    | Manduku lakeru (Kürbisfrosch)               | 2011 neu entdeckte Art aus Fatucahi (Manufahi) und Nancuro (Manatuto), zuvor fälschlicherweise als Javanischer Ochsenfrosch (Kaloula baleata) identifiziert. |
| Schwarznarbenkröte in Same                        | Schwarznarbenkröte                                               | Bufo melanostictus, Duttaphyrnus melanostictus | Manduku Interfet (INTERFET-Frosch)          | Wurde zunächst mit der Aga-Kröte verwechselt. Nachgewiesen in elf der 13 Gemeinden Osttimors. Die Schwarznarbenkröte fehlt in Osttimor nur in Lautém und Ainaro. |
| Timorfrosch in Eraulo (Gemeinde Ermera)           | Timorfrosch                                                      | Limnonectes timorensis                         | Manduku mota (Flussfrosch)                  | Bisher kennt man den Timorfrosch von zwei Fundorten. Einer liegt am Fluss Meleotegi, nahe Eraulo (Gemeinde Ermera), der zweite in den Reisfeldern von Afaloicai (Gemeinde Baucau). Zwischen den Orten liegen 130 km. Der Timorfrosch hat im Gegensatz zu den anderen Vertretern seiner Gattung keine raue, mit Warzen übersäte, sondern eine sehr weiche Haut mit nur wenigen Warzen an der Körperseite. Er hat auffällig große Augen und starke Hinterbeine mit langen Zehen. Bei einigen Exemplaren fand man einen Befall der Beinmuskulatur mit Bandwürmern (Cestoda). Möglicherweise ist der Timorfrosch identisch mit dem weiter verbreiteten Rana elberti (Hylarana elberti). Auch wird allgemein über eine Zuordnung des Timorfroschs zur Ranidae diskutiert. |
| Verschiedene Farbformen des Weißbart-Ruderfroschs | Weißbart-Ruderfrosch                                             | Polypedates leucomystax                        | Manduku ai-riskadu (Gestreifter Baumfrosch) | In allen Gemeinden außer Aileu. |
| Everett-Laubfrosch in Eraulo                      | Everett-Laubfrosch                                               | Litoria everetti                               | Manduku ai Timor (Timor-Baumfrosch)         | Bisher nur bekannt aus dem Fluss Meleotegi in der Gemeinde Ermera. |
| Neuguinea-Riesenlaubfrosch (Bild nicht von Timor) | Neuguinea-Riesenlaubfrosch                                       | Nyctimystes infrafrenatus                      |                                             | Möglicherweise nur in Westtimor. |
|                                                   | Roter Laubfrosch                                                 | Litoria rubella                                |                                             | Keine Angaben über die Population auf Timor bekannt. Möglicherweise nur in Westtimor. |